# Campeonato Russo de Futebol de 2017–18
O Campeonato Russo de Futebol de 2017–18  foi a 26ª temporada da principal competição de futebol da Rússia, desde a dissolução da União Soviética e a 15ª sob nomenclatura atual de Premier League Russa.

## Times
Como na temporada anterior, 16 equipes jogaram na temporada 2017/18. Depois da temporada 2016–17, Futbolniy Klub Orenburg, FC Tom Tomsk e FC Krylia Sovetov Samara foram rebaixados para o Liga Nacional de Futebol da Rússia. Eles foram substituídos por três clubes da Liga de Futebol Nacional da Rússia 2016–17, FC Dynamo Moscow, FC Tosno e Futbolniy Klub SKA-Energiya. O Dínamo voltou após uma temporada de ausência, enquanto Tosno e SKA-Khabarovsk fizeram sua estréia na primeira divisão russa.
Antes da temporada, o FC Terek Grozny mudou seu nome para FC Akhmat Grozny

### Estádios
| Times                  | Estádios                    | Cidades          | Inauguração | Capacidade |
| ---------------------- | --------------------------- | ---------------- | ----------- | ---------- |
| Akhmat Grozny          | Akhmat-Arena                | Grozny           | 2011        | 30,597     |
| Amkar Perm             | Zvezda Stadium              | Perm             | 1969        | 17,000     |
| Anzhi Makhachkala      | Anzhi Arena                 | Kaspiysk         | 2003        | 26,400     |
| Arsenal Tula           | Arsenal Stadium             | Tula             | 1959        | 20,048     |
| CSKA Moskva            | VEB Arena                   | Moscow           | 2016        | 30,000     |
| Dynamo Moskva          | Arena Khimki                | Khimki           | 2008        | 18,636     |
| Krasnodar              | Krasnodar Stadium           | Krasnodar        | 2016        | 34,291     |
| Lokomotiv Moskva       | Estádio Lokomotiv de Moscou | Moscow           | 2002        | 28,800     |
| Rostov                 | Rostov Arena                | Rostov-on-Don    | 2018        | 37,868     |
| Rubin Kazan            | Kazan Arena                 | Kazan            | 2013        | 45,379     |
| SKA-Khabarovsk         | Lenin Stadium               | Khabarovsk       | 1951        | 15,200     |
| Spartak Moskva         | Otkrytiye Arena             | Moscow           | 2014        | 45,360     |
| Tosno                  | Petrovsky Stadium           | Saint Petersburg | 1925        | 21,405     |
| Ufa                    | Neftyanik Stadium           | Ufa              | 1967        | 15,234     |
| Ural                   | Central Stadium             | Yekaterinburg    | 1940        | 35,696     |
| Zenit Saint Petersburg | Krestovsky Stadium          | Saint Petersburg | 2017        | 64,287     |

## Participantes
| Participantes          | Cidades          | Técnico                    | Fornecedor        | Patrocinador         |
| ---------------------- | ---------------- | -------------------------- | ----------------- | -------------------- |
| Akhmat Grozny          | Grozny           | Igor Lediakhov (caretaker) | Adidas            | Akhmat Foundation    |
| Amkar Perm             | Perm             | Vadim Evseev (caretaker)   | Adidas            |                      |
| Anzhi Makhachkala      | Makhachkala      | Vadim Skripchenko          | Nike              |                      |
| Arsenal Tula           | Tula             | Miodrag Božović            | Adidas            | SPLAV                |
| CSKA Moscow            | Moscow           | Viktor Goncharenko         | Adidas            | Rosseti              |
| Dynamo Moscow          | Moscow           | Dmitri Khokhlov            | Nike              | VTB                  |
| Krasnodar              | Krasnodar        | Murad Musayev (caretaker)  | Puma              | Constell Group       |
| Lokomotiv Moscow       | Moscow           | Yuri Semin                 | Adidas            | RZhD                 |
| Rostov                 | Rostov-on-Don    | Valeri Karpin              | Adidas            |                      |
| Rubin Kazan            | Kazan            | Kurban Berdyev             | Jako, New Balance | Nizhnekamskneftekhim |
| SKA-Khabarovsk         | Khabarovsk       | Sergei Perednya            | Adidas            | LeonBets             |
| Spartak Moscow         | Moscow           | Massimo Carrera            | Nike              | LUKOIL               |
| Tosno                  | Tosno            | Dmytro Parfenov            | Nike              | Fort Group           |
| Ufa                    | Ufa              | Sergei Semak               | Joma              |                      |
| Ural Sverdlovsk Oblast | Yekaterinburg    | Aleksandr Tarkhanov        | Joma              | Renova, TMK          |
| Zenit Saint Petersburg | Saint Petersburg | Roberto Mancini            | Nike              | Gazprom              |

## Classificação
Atualizada em 13 de maio de 2018.
| Pos | Equipes            | Pts | J | V | E | D | GP | GC | SG | Classificação ou rebaixamento                  |
| --- | ------------------ | --- | - | - | - | - | -- | -- | -- | ---------------------------------------------- |
| 1   | Lokomotiv Moscou   | 6   | 2 | 2 | 0 | 0 | 10 | 3  | 7  | Fase de grupos da Liga dos Campeões            |
| 2   | CSKA Moscou        | 6   | 2 | 2 | 0 | 0 | 7  | 2  | 5  | Fase de grupos da Liga dos Campeões            |
| 3   | Spartak Moscou     | 4   | 2 | 1 | 1 | 0 | 5  | 2  | 3  | Terceira Pré-eliminatória da Liga dos Campeões |
| 4   | Ufa                | 4   | 2 | 1 | 1 | 0 | 3  | 1  | 2  | Fase de Grupos da Liga Europa                  |
| 5   | Krasnodar          | 3   | 2 | 1 | 0 | 1 | 4  | 3  | 1  | Terceira Pré-eliminatória da Liga Europa       |
| 6   | Zenit              | 3   | 2 | 1 | 0 | 1 | 3  | 2  | 1  | Segunda Pré-eliminatória da Liga Europa        |
| 7   | Rubin Kazan        | 3   | 2 | 1 | 0 | 1 | 4  | 4  | 0  |                                                |
| 8   | Dínamo Moscou      | 3   | 2 | 1 | 0 | 1 | 3  | 3  | 0  |                                                |
| 9   | Rostov             | 2   | 2 | 0 | 2 | 0 | 4  | 4  | 0  |                                                |
| 10  | Arsenal Tula       | 2   | 2 | 0 | 2 | 0 | 4  | 4  | 0  |                                                |
| 11  | Akhmat Grozny      | 2   | 2 | 0 | 2 | 0 | 3  | 3  | 0  |                                                |
| 12  | Ural               | 2   | 2 | 0 | 2 | 0 | 3  | 3  | 0  |                                                |
| 13  | Amkar Perm (R)     | 1   | 2 | 0 | 1 | 1 | 3  | 5  | -2 | Playoffs                                       |
| 14  | SKA-Khabarovsk (R) | 1   | 2 | 0 | 1 | 1 | 2  | 4  | -2 | Playoffs                                       |
| 15  | Anzhi Makhachkala  | 0   | 2 | 0 | 0 | 2 | 4  | 8  | -4 | Rebaixados                                     |
| 16  | Tosno (R)          | 0   | 2 | 0 | 0 | 2 | 0  | 7  | -7 | Rebaixados                                     |

Fonte:Russian Premier League e Soccerway.
- (R) Rebaixados.
- a. ^  Tosno classificou-se para a fase de grupos da Liga Europa ao vencer a Copa da Rússia de 2017-18. No entanto, uma vez que não obteve a licença da UEFA, a sua vaga foi passada para o quarto colocado, a vaga do quarto colocado foi passada para o quinto colocado, e a vaga do quinto colocado foi passada para o sexto colocado.
- b. ^  Confronto direto: Rostov 1–0 Ural, Ural 1–1 Rostov.
- c. ^  Em 13 de junho de 2018, o FC Amkar Perm anunciou que a Federação Russa de Futebol revogou a sua licença da temporada 2018-19, tornando-o inelegível para a Premier League Russa ou para a Liga Nacional Russa[2]. Em 18 de junho de 2018, o presidente do clube, Gennadi Shilov, anunciou que o clube não se inscreverá para a Liga Russa de Futebol Profissional (terceiro nível) e será dissolvido[3]. Como consequência, Anzhi Makhachkala não será rebaixado.
- d. ^  Confronto direto: Anzhi 2–0 Tosno, Tosno 2–2 Anzhi.
- e. ^  Em 30 de maio de 2018, a Liga Nacional Russa anunciou que o FC Tosno falhou em seu recurso para obter a licença da FNL para a temporada 2018-19[4]. Em 9 de junho de 2018, o fundador do FORT Group (a empresa que detinha a equipe), Maxim Levchenko, anunciou que a equipe está oficialmente dissolvida[5].

### Artilharia
| Classificação | Jogador            | Equipe        | Gols |
| ------------- | ------------------ | ------------- | ---- |
| 1             | Quincy Promes      | Spartak       | 15   |
| 2             | Fyodor Smolov      | Krasnodar     | 14   |
| 3             | Luiz Adriano       | Spartak       | 10   |
| 3             | Viktor Claesson    | Krasnodar     | 10   |
| 3             | Jefferson Farfán   | Lokomotiv     | 10   |
| 3             | Aleksandr Kokorin  | Zenit         | 10   |
| 3             | Vitinho            | CSKA          | 10   |
| 8             | Yevgeni Markov     | Tosno/Dynamo  | 9    |
| 9             | Eric Bicfalvi      | Ural          | 8    |
| 10            | Luka Đorđević      | Arsenal       | 7    |
| 10            | Artem Dzyuba       | Zenit/Arsenal | 7    |
| 10            | Manuel Fernandes   | Lokomotiv     | 7    |
| 10            | Sylvester Igboun   | Ufa           | 7    |
| 10            | Aleksei Miranchuk  | Lokomotiv     | 7    |
| 10            | Aleksandr Tashayev | Dynamo        | 7    |
| 10            | Aleksandr Yerokhin | Zenit         | 7    |

Atualizado em 13 de maio de 2018